# 克雷斯皮诺
克雷斯皮诺是意大利威尼托大区罗维戈省的一个镇，人口约2100（2004年）。